# Número construible
En matemáticas, un número construible es aquel que puede representarse mediante finitas operaciones de sumas, restas, multiplicaciones, divisiones y raíz cuadrada de enteros. Tales números corresponden a los segmentos que se pueden construir con regla y compás.
Todos los números racionales son construibles, y todos los números construibles son números algebraicos. Puede demostrarse que un número real r es construible si y solo si, dado un segmento de longitud unitaria, un segmento de longitud |r| puede construirse con regla y compás.

## Caracterización

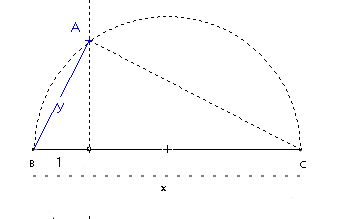
Construcción de.

Los números construibles forman la menor extensión de cuerpo cerrada bajo la raíz cuadrada y la conjugación de los números racionales.
El teorema de Wantzel proporciona las condiciones necesarias y suficientes para que un número sea construible.

## Propiedades
- Dado que el conjunto de números algebraicos es numerable, se sigue inmediatamente que el conjunto de números construibles es numerable.
- El conjunto de números construibles (con regla y compás) es el menor cuerpo estable por la raíz cuadrada.
- Las raíces cuadradas son números construibles.

## Ejemplos y contraejemplos
- {\displaystyle 5+{\sqrt {23-{\frac {3/2+{\sqrt {17}}}{{\sqrt {3}}-{\sqrt {\sqrt {2}}}}}}}} es un número construible.
- {\displaystyle {\sqrt[{3}]{2}}} no es construible.
- {\displaystyle {\sqrt {\pi }}} no es construible, puesto que no es algebraico sobre Q.